# Ian Storey-Moore
Ian Storey-Moore (* 17. Januar 1945 in Ipswich) ist ein ehemaliger englischer Fußballspieler und -trainer.

## Karriere als Spieler

### Nottingham Forest
Ian Storey-Moore wechselte 1962 von seinem Jugendverein Scunthorpe United zu Nottingham Forest und begann dort seine Spielerlaufbahn. Forest spielte zu diesem Zeitpunkt in der höchsten englischen Spielklasse, der First Division. In der Spielzeit 1964/65 erreichte er mit seiner Mannschaft unter dem langjährigen Trainer Johnny Carey einen fünften Tabellenplatz. Die folgenden beiden Spielzeiten waren von großer Gegensätzlichkeit geprägt. Die Saison 1965/66 absolvierte Forest lange im Abstiegskampf und schloss das Jahr lediglich als Tabellenachtzehnter ab. Dafür zeigte die Formkurve im anschließenden Jahr steil nach oben und führte Storey-Moore mit seiner Mannschaft auf einen ausgezeichneten zweiten Tabellenplatz der Saison 1966/67. Lediglich der Meister Manchester United um Bobby Charlton, George Best und Denis Law erwies sich als zu starker Gegner. Ian Storey-Moore erreichte in diesem Jahr seine Karrierebestleistung, in dem er in 39 Spielen 21 Ligatreffer erzielte. Nottingham Forest war damit im Messepokal 1967/68 startberechtigt und schaltete in der ersten Runde Eintracht Frankfurt aus, ehe in der zweiten Runde der FC Zürich für das Ausscheiden im Europapokal sorgte.
In der Saison 1968/69 löste Matt Gillies den bisherigen Trainer Johnny Carey ab, aber auch unter ihm verbrachte der Verein die folgenden Jahre im unteren Drittel der Tabelle. In der Saison 1971/72 folgte dann folgerichtig nach 15 Jahren Erstklassigkeit der Abstieg in die Second Division als Tabellenvorletzter. Ian Storey-Moore wechselte bereits im Laufe der Saison zu Manchester United.

### Manchester United
United war jedoch zu dieser Zeit weit von der Klasse früherer Jahre entfernt und so folgte für Storey-Moore ein erneuter Abstieg in der Spielzeit 1973/74. Er hatte aufgrund erlittenen Verletzungen einige Spiele verpasst und wechselte im folgenden Jahr wie viele europäische Spieler in die Vereinigten Staaten zu Chicago Sting. Die folgenden Jahre verbrachte er bei zwei kleineren Vereinen als Spielertrainer, ehe er 1981 seine Spielerkarriere mit 36 Jahren beendete.

### Englische Nationalmannschaft
Ian Storey-Moore bestritt 1970 sein einziges Länderspiel für die Three Lions gegen die niederländische Fußballnationalmannschaft. Das Spiel am 14. Januar 1970 endete vor etwa 75.000 Zuschauern im Londoner Wembley-Stadion 0:0-Unentschieden. Ian Storey-Moore gehörte im Team des damals amtierenden Weltmeisters England an diesem 14. Januar 1970 zu den besten Spielern. Der deutsche Schiedsrichter Heinz Siebert (aus Mannheim) erkannte ein Tor des Stürmers Ian Storey-Moore in der 25. Spielminute wegen einer Abseitsposition nicht an. Dasselbe Schicksal ereilte den englischen Mannschaftskapitän Bobby Charlton, der in der 90. Spielminute den niederländischen Torhüter Jan van Beveren überwand, der deutsche Schiedsrichter Heinz Siebert aber erneut auf eine Abseitsposition entschied.  